# Deon Thompson
Pour les articles homonymes, voir Thompson.
Deon Thompson, né le 16 septembre 1988 à Torrance en Californie, est un joueur américano-ivoirien de basket-ball. Il évolue au poste d'ailier fort.

## Biographie
En janvier 2017, il quitte Galatasaray et rejoint l'Étoile rouge de Belgrade où il signe un contrat jusqu'à la fin de la saison.
En janvier 2019, Thompson quitte le San Pablo Burgos pour rejoindre le Žalgiris Kaunas, club lituanien qui participe à l'Euroligue. Il pallie l'absence sur blessure du pivot Antanas Kavaliauskas.
En juillet 2019, Thompson rejoint l'Unicaja Málaga.

## Palmarès
- Champion NCAA 2009
- Coupe de Slovénie 2012
- Coupe d'Allemagne 2013
- Champion d'Allemagne 2014
- Champion d'Israël 2015
- 3e du championnat du monde des -19 ans 2007
- Finaliste de l'Universiade d'été de 2009